# 2-Méthyltétratriacontane
Le 2-méthyltétratriacontane est un alcane supérieur ramifié de formule brute C35H72. C'est un isomère du pentatriacontane.